# WaowDeals Pro Cycling/Saison 2018
Dieser Artikel listet den Kader und die Erfolge des UCI Women’s Teams WaowDeals Pro Cycling in der Straßenradsport-Saison 2018.

## Mannschaft
| Teamkader 2018                          | Teamkader 2018     | Teamkader 2018         | Teamkader 2018                     |
| Name                                    | Geburtsdatum       | Land                   | Vorheriges Team                    |
| --------------------------------------- | ------------------ | ---------------------- | ---------------------------------- |
| Rotem Gafinovitz                        | 9. Juni 1992       | Israel                 | Jos Feron Lady Force (2016)        |
| Yara Kastelijn                          | 9. August 1997     | Niederlande            | De Jonge Renner (2015)             |
| Danielle Rowe                           | 21. November 1990  | Vereinigtes Königreich | Cylance (2017)                     |
| Jeanne Korevaar                         | 24. September 1996 | Niederlande            | Jan van Arckel (2015)              |
| Anouska Koster                          | 20. August 1993    | Niederlande            | Futurumshop.nl-Zannata (2014)      |
| Riejanne Markus                         | 1. September 1994  | Niederlande            | Liv-Plantur (2016)                 |
| Pauliena Rooijakkers                    | 12. Mai 1993       | Niederlande            | Parkhotel Valkenburg-Destil (2017) |
| Sabrina Stultiens                       | 8. Juli 1993       | Niederlande            | Sunweb (2017)                      |
| Monique van de Ree                      | 2. März 1988       | Niederlande            | Lares-Waowdeals Women (2017)       |
| Marianne Vos                            | 13. Mai 1987       | Niederlande            |                                    |
| Inge van der Heijden (9. Feb.–31. Jul.) | 12. August 1999    | Niederlande            |                                    |
|                                         |                    |                        |                                    |
| Quelle: UCI                             |                    |                        |                                    |

## Erfolge
| Siege    | Siege                                                  | Siege    | Siege  | Siege             | Siege |
| Datum    | Rennen                                                 | Staat    | Klasse | Siegerin          |       |
| -------- | ------------------------------------------------------ | -------- | ------ | ----------------- | ----- |
| 19. Mai  | Emakumeen Bira, 1. Etappe                              | Spanien  | 2.WWT  | Sabrina Stultiens |       |
| 23. Jun. | Israel National Road Cycling Championships - Women ITT | Israel   | CN     | Rotem Gafinovitz  |       |
| 13. Jul. | Giro d'Italia Women, 8. Etappe                         | Italien  | 2.WWT  | Marianne Vos      |       |
| 20. Jul. | Baloise Ladies Tour, 1. Etappe                         | Belgien  | 2.1    | Marianne Vos      |       |
| 22. Jul. | Baloise Ladies Tour, Gesamtwertung                     | Belgien  | 2.1    | Marianne Vos      |       |
| 13. Aug. | Vårgårda WestSweden RR                                 | Schweden | 1.WWT  | Marianne Vos      |       |
| 17. Aug. | Tour of Scandinavia, 1. Etappe                         | Norwegen | 2.WWT  | Marianne Vos      |       |
| 18. Aug. | Tour of Scandinavia, 2. Etappe                         | Norwegen | 2.WWT  | Marianne Vos      |       |
| 19. Aug. | Tour of Scandinavia, Gesamtwertung                     | Norwegen | 2.WWT  | Marianne Vos      |       |
| 19. Aug. | Tour of Scandinavia, 3. Etappe                         | Norwegen | 2.WWT  | Marianne Vos      |       |
| 6. Sep.  | Belgium Tour, 2. Etappe                                | Belgien  | 2.1    | Jeanne Korevaar   |       |